# VHS (álbum de X Ambassadors)
«VHS» es el álbum debut de la banda estadounidense de Rock alternativo X Ambassadors. Fue lanzado el 30 de junio de 2015 por medio de KIDinaKORNER e Interscope Records y grabado mayormente en Los Ángeles, California, así como en Nueva York. El álbum fue producido por el productor inglés Alex Da Kid y contó con cuatro sencillos previo a su estreno: «Jungle», «Renegades», «Unsteady» y «Low Life».
«VHS» es hasta ahora el primer y único álbum de la agrupación en el que aparece el guitarrista Noah Feldshuh, antes de su pausa indefinida en 2016.
El 10 de junio de 2016, X Ambassadors lanzó una edición especial del álbum, titulada «VHS 2.0», que incluye tres temas nuevos y una versión acústica de «Gorgeous», sin los interludios. También agrega una versión alternativa de «Low Life», titulada «Low Life 2.0», que cuenta una estrofa de rap del rapero estadounidense A$AP Ferg.

## Antecedentes
Originarios de Ithaca, Nueva York, «X Ambassadors» inició llamándose únicamente «Ambassadors», presentándose con artistas como LIGHTS. Durante ese tiempo, la banda lanzó su primer EP titulado «Ambassadors», publicado bajo su propia autoría en 2009. Para sorpresa de la banda, «Litost» llamó la atención de los oyentes, siendo enviada a la estación de radio 96X WREX-FM de Virginia; este también derivó en un lanzamiento limitado de un álbum completo en 2012, titulado también «Litost». «Unconsolable» también atrajo la atención de los oyentes, incluyendo la del vocalista de Imagine Dragons, Dan Reynolds, quien la escuchó estando enfermo en el hospital en Norfolk, Virginia, pidiendo a Interscope Records que firmaran a la banda lo más pronto posible.
Ahora cómo «X Ambassadors», bajo Interscope Records lanzaron su segundo EP, «Love Songs Drug Songs» en 2013, contando con la participación del productor discográfico Alexander Grant en gran parte de las pistas y de Dan Reynolds como coescritor en la pista «Stranger». Para promocionar el EP, la banda estuvo de gira con Imagine Dragons, Jimmy Eat World y The Mowglis. Al siguiente año, lanzaron su tercer EP «The Reason» y para promocionarlo, acompañaron a Panic! at the Disco e Imagine Dragons en sus respectivas giras.
La banda recibió mayor atención mediática cuando «Jungle», una colaboración con Jamie N Commons, apareció en un comercial de Beats. La canción a su vez sirvió como el primer sencillo del álbum.

## Promoción
Se lanzaron 4 sencillos promocionales:
El primer sencillo, «Jungle», el cual es una colaboración con el artista británico Jamie N Commons, fue lanzado el 18 de diciembre de 2013.
El segundo sencillo, «Renegades», fue lanzado el 3 de marzo de 2015. Es hasta ahora el sencillo más exitoso de la banda, alcanzando el Top 10 en 10 países diferentes, incluyendo Francia, Alemania, Canadá y Polonia, donde alcanzó el número uno.
«Unsteady» fue publicado como el tercer sencillo el 15 de octubre de 2015. De acuerdo a la banda, la canción se basó en la separación de los padres de Sam y Casey Harris.
Tras la publicación del álbum, la pista Low Life fue relanzada el 26 de junio de 2016 bajo el nombre de «Low Life 2.0». Está nueva versión de la canción incluye al rapero A$AP Ferg y sirvió para promocionar el relanzamiento digital del álbum, «VHS 2.0».

## Lista de canciones
| VHS: Edición Estándar |                                        |          |  |
| N.º                   | Título                                 | Duración |  |
| 1.                    | «Y2K Time Capsule (Interlude)»         | 0:31     |  |
| 2.                    | «Renegades»                            | 3:15     |  |
| 3.                    | «Moving Day (Interlude)»               | 0:19     |  |
| 4.                    | «Unsteady»                             | 3:13     |  |
| 5.                    | «Hang On»                              | 3:00     |  |
| 6.                    | «Gorgeous»                             | 3:17     |  |
| 7.                    | «First Show (Interlude)»               | 0:11     |  |
| 8.                    | «Fear» (feat. Imagine Dragons)         | 2:41     |  |
| 9.                    | «Smoke (Interlude)»                    | 0:24     |  |
| 10.                   | «Nervous»                              | 3:33     |  |
| 11.                   | «Low Life» (feat. Jamie N Commons)     | 4:40     |  |
| 12.                   | «Adam & Noah's Priorities (Interlude)» | 0:27     |  |
| 13.                   | «B.I.G»                                | 3:29     |  |
| 14.                   | «Feather»                              | 3:16     |  |
| 15.                   | «Superpower»                           | 3:12     |  |
| 16.                   | «Loveless»                             | 3:19     |  |
| 17.                   | «Jungle»                               | 3:09     |  |
| 18.                   | «Good News On The Remix (Interlude)»   | 0:51     |  |
| 19.                   | «Naked»                                | 3:21     |  |
| 20.                   | «VHS Outro (Interlude)»                | 1:25     |  |
| 47:32                 |                                        |          |  |

| VHS: Edición Exclusiva de Target |         |          |  |
| N.º                              | Título  | Duración |  |
| 21.                              | «Skin»  | 4:27     |  |
| 22.                              | «Heist» | 3:15     |  |
| 55:33                            |         |          |  |

| VHS 2.0: Relanzamiento Digital |                                                    |          |  |
| N.º                            | Título                                             | Duración |  |
| 1.                             | «Renegades»                                        | 3:15     |  |
| 2.                             | «Unsteady»                                         | 3:13     |  |
| 3.                             | «Hang On»                                          | 3:00     |  |
| 4.                             | «Gorgeous»                                         | 3:17     |  |
| 5.                             | «Fear» (feat. Imagine Dragons)                     | 2:41     |  |
| 6.                             | «Nervous»                                          | 3:33     |  |
| 7.                             | «Low Life» (feat. Jamie N Commons)                 | 4:40     |  |
| 8.                             | «B.I.G.»                                           | 3:29     |  |
| 9.                             | «Feather»                                          | 3:16     |  |
| 10.                            | «Superpower»                                       | 3:12     |  |
| 11.                            | «Loveless»                                         | 3:19     |  |
| 12.                            | «Jungle»                                           | 3:09     |  |
| 13.                            | «Naked»                                            | 3:21     |  |
| 14.                            | «Low Life 2.0» (feat. Jamie N Commons & A$AP Ferg) | 3:26     |  |
| 15.                            | «Kerosene Dreams»                                  | 3:53     |  |
| 16.                            | «Collider» (feat. Tom Morello)                     | 3:19     |  |
| 17.                            | «Gorgeous» (Live – Upstate Session)                | 3:44     |  |
| 18.                            | «Eye Of The Storm»                                 | 3:47     |  |
| 60:01                          |                                                    |          |  |

## Créditos
Adaptados del booklet de «VHS». Todas las canciones son interpretadas por X Ambassadors.
Renegades
- Escrito por Alex Da Kid para KIDinaKORNER, Sam Harris, Noah Feldshuh, Casey Harris y Adam Levin.
- Producido por Alex Da Kid para KIDinaKORNER.
- Publicado por KIDinaKORNER/Universal, Songs of Universal, Inc. (BMI) o/b/o Alexander Grant, Songs Music Publishing, LLC o/b/o Songs MP (BMI), S. Nelson Harris (BMI), Noah Feldshuh Music (BMI), Stoned and Funky Publishing (BMI) y Crean Publishing (BMI).
- Guitarra acústica y Piano por J Browz para KIDinaKORNER.
- Grabado e Ingeniería por Sam Harris.
- Mezclado por Manny Marroquin en “Larrabee Studios”, asistido por Chris Galland e Ike Schultz.
- Masterizado por Joe LaPorta en “Sterling Sound”.

Unsteady
- Escrito por Alex Da Kid para KIDinaKORNER, Sam Harris, Noah Feldshuh, Casey Harris y Adam Levin.
- Producido por Alex Da Kid para KIDinaKORNER.
- Publicado por KIDinaKORNER/Universal, Songs of Universal, Inc. (BMI) o/b/o Alexander Grant, Songs Music Publishing, LLC o/b/o Songs MP (BMI), S. Nelson Harris (BMI), Noah Feldshuh Music (BMI), Stoned and Funky Publishing (BMI) y Crean Publishing (BMI).
- Guitarra adicional por J Browz para KIDinaKORNER.
- Grabado e Ingeniería por X Ambassadors en “House Of Blessings Studio” (Nueva York).
- Mezclado por Manny Marroquin en “Larrabee Studios”, asistido por Chris Galland e Ike Schultz.
- Masterizado por Joe LaPorta en “Sterling Sound”.

Hang On
- Escrito por Alex Da Kid para KIDinaKORNER, Sam Harris, Noah Feldshuh, Casey Harris, Adam Levin y Jayson DeZuzio para KIDinaKORNER.
- Producido por Alex Da Kid para KIDinaKORNER.
- Producción Adicional por Jayson DeZuzio de KIDinaKORNER.
- Publicado por KIDinaKORNER/Universal, Songs of Universal, Inc. (BMI) o/b/o Alexander Grant, Songs Music Publishing, LLC o/b/o Songs MP (BMI), S. Nelson Harris (BMI), Noah Feldshuh Music (BMI), Stoned and Funky Publishing (BMI), Crean Publishing (BMI) y Have a Nice Jay for KIDinaKORNER/Universal, Songs of Universal, Inc. (ASCSP).
- Piano y Bajo por J Browz para KIDinaKORNER.
- Grabado e Ingeniería por X Ambassadors en “House Of Blessings Studio” (Nueva York).
- Mezclado por Manny Marroquin en “Larrabee Studios”, asistido por Chris Galland e Ike Schultz.
- Masterizado por Joe LaPorta en “Sterling Sound”.

Gorgeous
- Escrito por Alex Da Kid para KIDinaKORNER, Sam Harris, Noah Feldshuh, Casey Harris y Adam Levin.
- Producido por Alex Da Kid para KIDinaKORNER.
- Publicado por KIDinaKORNER/Universal, Songs of Universal, Inc. (BMI) o/b/o Alexander Grant, Songs Music Publishing, LLC o/b/o Songs MP (BMI), S. Nelson Harris (BMI), Noah Feldshuh Music (BMI), Stoned and Funky Publishing (BMI) y Crean Publishing (BMI).
- Guitarra y Bajo por J Browz para KIDinaKORNER.
- Grabado e Ingeniería por X Ambassadors en “House Of Blessings Studio” (Nueva York) y Josh Mosser en “Eastwest Studios” (Los Ángeles, California).
- Mezclado por Manny Marroquin en “Larrabee Studios”, asistido por Chris Galland e Ike Schultz.
- Masterizado por Joe LaPorta en “Sterling Sound”.

Fear (feat. Imagine Dragons)
- Escrito por Alex Da Kid para KIDinaKORNER, Sam Harris, Noah Feldshuh, Casey Harris, Adam Levin e Imagine Dragons.
- Producido por Alex Da Kid para KIDinaKORNER.
- Publicado por KIDinaKORNER/Universal, Songs of Universal, Inc. (BMI) o/b/o Alexander Grant, Songs Music Publishing, LLC o/b/o Songs MP (BMI), S. Nelson Harris (BMI), Noah Feldshuh Music (BMI), Crean Publishing (BMI) y Stoned and Funky Publishing (BMI).
- Bajo por J Browz para KIDinaKORNER.
- Grabado e Ingeniería por X Ambassadors en “House Of Blessings Studio” (Nueva York) y Dan Reynolds en casa.
- Mezclado por Manny Marroquin en “Larrabee Studios”, asistido por Chris Galland e Ike Schultz.
- Masterizado por Joe LaPorta en “Sterling Sound”.

Nervous
- Escrito por Alex Da Kid para KIDinaKORNER, Sam Harris, Noah Feldshuh, Casey Harris y Adam Levin.
- Producido por Alex Da Kid para KIDinaKORNER.
- Publicado por KIDinaKORNER/Universal, Songs of Universal, Inc. (BMI) o/b/o Alexander Grant, Songs Music Publishing, LLC o/b/o Songs MP (BMI), S. Nelson Harris (BMI), Noah Feldshuh Music (BMI), Stoned and Funky Publishing (BMI) y Crean Publishing (BMI).
- Grabado e Ingeniería por X Ambassadors en "House Of Blessings Studio" (Nueva York).
- Mezclado por Manny Marroquin en "Larrabee Studios", asistido por Chris Galland e Ike Schultz.
- Masterizado por Joe LaPorta en "Sterling Sound".

Low Life (feat. Jamie N Commons)
- Escrito por Alex Da Kid para KIDinaKORNER, Sam Harris, Noah Feldshuh, Casey Harris, Adam Levin, Jamie N Commons y Jayson DeZuzio para KIDinaKORNER.
- Producido por Alex Da Kid para KIDinaKORNER.
- Coproducido por Jayson DeZuzio para KIDinaKOparaER.
- Publicado por KIDinaKORNER/Universal, Songs of Universal, Inc. (BMI) o/b/o Alexander Grant, Songs Music Publishing, LLC o/b/o Songs MP (BMI), S. Nelson Harris (BMI), Noah Feldshuh Music (BMI), Crean Publishing (BMI), Stoned and Funky Publishing (BMI), Universal Music Publishing o/b/o Jamie N Commons y Have a Nice Jay for KIDinaKORNER/Universal, Songs of Universal, Inc. (ASCSP).
- Grabado e Ingeniería por X Ambassadors en “House Of Blessings Studio” (Nueva York) y Josh Mosser en “Westlake Studios” (West Hollywood, California).
- Mezclado por Manny Marroquin en “Larrabee Studios”, asistido por Chris Galland e Ike Schultz.
- Masterizado por Joe LaPorta en “Sterling Sound”.

B.I.G.
- Escrito por Sam Harris, Noah Feldshuh, Casey Harris, Adam Levin y Alex Da Kid para KIDinaKORNER.
- Producido por Alex Da Kid para KIDinaKORNER.
- Publicado por KIDinaKORNER/Universal, Songs of Universal, Inc. (BMI) o/b/o Alexander Grant, Songs Music Publishing, LLC o/b/o Songs MP (BMI), S. Nelson Harris (BMI), Stoned and Funky Publishing (BMI), Crean Publishing (BMI) y Noah Feldshuh Music (BMI).
- Grabado e Ingeniería por X Ambassadors en “House Of Blessings Studio” (Nueva York) y Josh Mosser en “Larrabee Studios” (North Hollywood, California).
- Mezclado por Manny Marroquin en “Larrabee Studios”, asistido por Chris Galland e Ike Schultz.
- Masterizado por Joe LaPorta en “Sterling Sound”.

Feather
- Escrito por Alex Da Kid para KIDinaKORNER, Sam Harris, Noah Feldshuh, Casey Harris y Adam Levin.
- Producido por Alex Da Kid para KIDinaKORNER.
- Publicado por KIDinaKORNER/Universal, Songs of Universal, Inc. (BMI) o/b/o Alexander Grant, Songs Music Publishing, LLC o/b/o Songs MP (BMI), S. Nelson Harris (BMI), Noah Feldshuh Music (BMI), Stoned and Funky Publishing (BMI) y Crean Publishing (BMI).
- Grabado e Ingeniería por X Ambassadors en “House Of Blessings Studio” (Nueva York).
- Mezclado por Manny Marroquin en “Larrabee Studios”, asistido por Chris Galland e Ike Schultz.
- Masterizado por Joe LaPorta en “Sterling Sound”.

Superpower
- Escrito por Sam Harris, Noah Feldshuh, Casey Harris, Adam Levin y Alex Da Kid para KIDinaKORNER.
- Producido por X Ambassadors y Alex Da Kid para KIDinaKORNER.
- Publicado por KIDinaKORNER/Universal, Songs of Universal, Inc. (BMI) o/b/o Alexander Grant, Songs Music Publishing, LLC o/b/o Songs MP (BMI), S. Nelson Harris (BMI), Noah Feldshuh Music (BMI), Stoned and Funky Publishing (BMI) y Crean Publishing (BMI).
- Grabado e Ingeniería por X Ambassadors en “House Of Blessings Studio” (Nueva York).
- Mezclado por Manny Marroquin en “Larrabee Studios”, asistido por Chris Galland e Ike Schultz.
- Masterizado por Joe LaPorta en “Sterling Sound”.

Loveless
- Escrito por Alex Da Kid para KIDinaKORNER, Sam Harris, Noah Feldshuh, Casey Harris y Adam Levin.
- Producido por Alex Da Kid para KIDinaKORNER.
- Publicado por KIDinaKORNER/Universal, Songs of Universal, Inc. (BMI) o/b/o Alexander Grant, Songs Music Publishing, LLC o/b/o Songs MP (BMI), S. Nelson Harris (BMI), Noah Feldshuh Music (BMI), Stoned and Funky Publishing (BMI) y Crean Publishing (BMI).
- Voces de fondo por Hannah Marie Whitney, Shatisha Lawson, Tia Goodrich, Rhonda Holland, Evette Lawson, Jeanisha Gentle, Crystal Edwards, Aeisha Sykes, Charles Hamilton, Carlos Mcswain, Brian Rivers, Travior Howze y Percilla Reliford.
- Guitarra y Cuerdas por J Browz para KIDinaKORNER.
- Grabado e Ingeniería por X Ambassadors en “House Of Blessings Studio” (Nueva York) y Josh Mosser en “Capitol Studios” (Los Ángeles, California).
- Mezclado por Manny Marroquin en “Larrabee Studios”, asistido por Chris Galland e Ike Schultz.
- Masterizado por Joe LaPorta en “Sterling Sound”.

Jungle (feat. Jamie N Commons)
- Escrito por Alex Da Kid para KIDinaKORNER, Mike del Rio para KIDinaKORNER, Sam Harris, Noah Feldshuh, Casey Harris, Adam Levin y Jamie N Commons.
- Producido por Alex Da Kid y Mike Del Rio para KIDinaKORNER.
- Publicado por KIDinaKORNER/Universal, Songs of Universal, Inc. (BMI) o/b/o Alexander Grant, Paradise Publishing for KIDinaKORNER/Universal, (BMI) o/b/o Mike Del Rio, Songs Music Publishing, LLC o/b/o Songs MP (BMI), S. Nelson Harris (BMI), Stoned and Funky Publishing (BMI), Crean Publishing (BMI), Noah Feldshuh Music (BMI) y Universal Music Publishing o/b/o Jamie N Commons.
- Voces de fondo por Mike del Rio para KIDinaKORNER.
- Grabado e Ingeniería por Josh Mosser y Sam Harris en “Songs Studios” (Los Ángeles, California).
- Mezclado por Manny Marroquin en “Larrabee Studios”, asistido por Chris Galland e Ike Schultz.
- Masterizado por Joe LaPorta en “Sterling Sound”.

Naked
- Escrito por Sam Harris, Noah Feldshuh, Casey Harris, Adam Levin, y Alex Da Kid para KIDinaKORNER.
- Producido por X Ambassadors y Alex Da Kid para KIDinaKORNER.
- Publicado por Songs Music Publishing, LLC o/b/o Songs MP (BMI), S. Nelson Harris (BMI), Noah Feldshuh Music (BMI), Stoned and Funky Publishing (BMI), Crean Publishing (BMI) y KIDinaKORNER/Universal, Songs of Universal, Inc. (BMI) o/b/o Alexander Grant.
- Grabado e Ingeniería por X Ambassadors en “House Of Blessings Studio” (Nueva York) y Josh Mosser en “Larrabee Studios” (North Hollywood, California).
- Mezclado por Manny Marroquin en “Larrabee Studios”, asistido por Chris Galland e Ike Schultz.
- Masterizado por Joe LaPorta en “Sterling Sound”.

X Ambassadors
- Sam Harris: Voz (en todas las canciones) y saxofón (en «Fear» y «Naked»).
- Noah Feldshuh: Guitarra y bajo (en todas las canciones).
- Casey Harris: Teclados, sintetizador (en todas las canciones) y piano (en «Unsteady» y «Loveless»).
- Adam Levin: Batería (en todas las canciones).

Músicos Adicionales
- Dan Reynolds (Imagine Dragons): Voz (en «Fear»).
- Jamie N Commons: Voz y guitarra (en «Low Life» y «Jungle»).

Producción y Diseño
- Productor Ejecutivo: Alex Da Kid para KIDinaKORNER.
- Fotografía: Nick Walker.
- Collage Fotos: Judy Kahn, Margaret Wakeley, Martha Frommelt, Nick Walker, Olivia Horner, Rob Harris, Ron Murray y Sam Harris.
- Dirección de arte y diseño: Sam Harris, Stephanie Hay y Justine Massa.

## Listas
| Lista (2015–16)                    | Mejor posición |
| ---------------------------------- | -------------- |
| Bélgica (Ultratop Flandes)         | 181            |
| Canadá (Billboard Canadian Albums) | 50             |
| Francia (SNEP)                     | 85             |
| Reino Unido (UK Albums Chart)      | 41             |
| Estados Unidos (Billboard 200)     | 7              |

## Fecha de lanzamiento
| País           | Fecha               | Formato(s)                 | discográfica                    | Ref.   |
| -------------- | ------------------- | -------------------------- | ------------------------------- | ------ |
| Estados Unidos | 30 de junio de 2015 | CD Vinilo Descarga digital | KIDinaKORNER Interscope Records | [ 21 ] |
| Reino Unido    | 1 de enero de 2016  | Descarga digital           | KIDinaKORNER Interscope Records | [ 22 ] |